# استرت (آلاباما)
استرت (به انگلیسی: Sterrett) شهرکی در شهرستان شلبی ایالت آلاباما است که مساحت آن ۶۱٫۰۶ کیلومترمربع است و در سرشماری سال ۲۰۱۰ میلادی، ۷۱۲ نفر جمعیت داشته و تراکم جمعیتی آن، ۱۱٫۶۶ در کیلومترمربع بوده است.